# Сбитнев, Евгений Александрович
Евгений Александрович Сбитнев (1 октября 1927, Лопатино, Ярославская губерния — 3 февраля 2020) — советский и российский физик; доктор технических наук.

## Биография
Евгений Александрович Сбитнев родился 1 октября 1927 года в деревне Лопатино (ныне Брейтовского района Ярославской области). В 1950 году окончил Физический факультет МГУ.
Работал первым заместителем главного конструктора Всесоюзного научно-исследовательского института автоматики. Основные направления профессиональной деятельности: электрофизика, импульсная техника, ядерная физика.
Внёс вклад в создание системы подрыва и нейтронное инициирование ядерного заряда.
Лауреат Ленинской и Государственных премий СССР, Заслуженный деятель науки РФ (1998).
Умер 3 февраля 2020 года. Был женат, имел двоих детей. Увлекался туризмом и плотничеством.